# Ні-Гор
Ні-Гор — фараон так званої 0 династії.

## Життєпис
Ні-Гор — фараон додинастичного Єгипту, так званої конфедерації з центром у Чені та/або Абджу. Правив близько 3200 року до н. е.

## См.також
- Список керівників держав 4 тисячоліття до н.е.